# Marat Kulajmétov
Marat Miniúrovich Kulajmétov (en ruso: Марат Минюрович Кулахметов; nacido en 1959) es un general del Ejército Ruso y comandante de las fuerzas de paz en Osetia del Sur, una región independentista de Georgia, actualmente habiendo declarado su independencia. Georgia le acusa de apoyar a los separatistas de Osetia del Sur, y había pedido reemplazar la operación dirigida por los rusos por una fuerza bajo mandato de la OCDE,  hasta que estalló la Guerra en Osetia del Sur de 2008.